# Prawo europejskie
Prawo europejskie – prawo charakterystyczne dla kontynentu europejskiego, powstałe w Europie i wiążące wszystkich uczestników stosunków międzynarodowych w Europie.

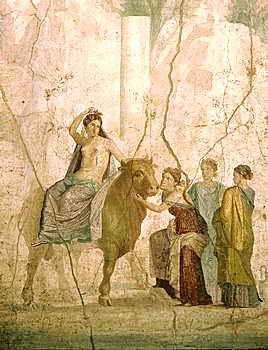
Europa jest pojęciem szerszym względem Unii Europejskiej, obejmuje obszar państw, które do UE nie należą oraz jest dziedzictwem historyczno-kulturowym, które powstało przed 1993 rokiem.

## Akty prawne
Do prawa europejskiego należą akty prawne powstałe w ramach Organizacji Bezpieczeństwa i Współpracy w Europie oraz w ramach Rady Europy, gdyż tylko one skupiają i są otwarte na wszystkie państwa europejskie (wyjątek: Białoruś – brak członkostwa w RE, Stolica Apostolska – specyficzny uczestnik stosunków międzynarodowych, co do zasady nie jest stroną porozumień międzypaństwowych, posiada status obserwatora przy organizacjach międzynarodowych, nie powinna być mylona z Watykanem, z którym to łączy go unia personalna i funkcjonalna. Przy takim definiowaniu "prawa europejskiego" najważniejszymi jego źródłami będą:
- Konwencje Rady Europy – z najważniejszymi: Konwencją o Ochronie Praw Człowieka i Podstawowych Wolności oraz Europejską Kartą Społeczną
- akt końcowy Konferencji Bezpieczeństwa i Współpracy w Europie
- Paryska Karta Nowej Europy

Wszystkie państwa Europy są także członkami ONZ, lecz ze względu na swój globalny zasięg nie powinno utożsamiać się prawa europejskiego z aktami prawa powstałymi w ramach ONZ. Wyjątkiem może być Europejska Komisja Gospodarcza.
W przeszłości mianem prawa europejskiego mogłyby być określane konferencje po wojnach angażujących większość państw kontynentu. Doprowadzały one do wytworzenia się balansu między państwami Europy, ustalały zasady współpracy międzynarodowej i określały charakter stosunków międzynarodowych na wiele lat:
- po wojnie trzydziestoletniej – pokój westfalski 1648
- po wojnach napoleońskich – kongres wiedeński 1815
- po I wojnie światowej – traktat wersalski 1919 i układy z pozostałymi pokonanymi państwami
- po II wojnie światowej – konferencja poczdamska 1945

## Negacja zasadności stosowania pojęcia "prawo europejskie"
Termin prawo europejskie jest negowany ze względu na:
- brak członkostwa Białorusi i Kazachstanu w Radzie Europy odmawia się utożsamiania prawa stanowionego w ramach RE z prawem europejskim,
- członkostwo w OBWE Kanady i USA wskazuje się na adekwatność terminu prawo euro-amerykańskie lub euro-atlantyckie, a niżeli prawo europejskie. Podobnie euro-amerykańska jest ONZtowska Europejska Komisja Gospodarcza (członkostwo USA, Kanady i Izraela).

Podzielony kontynent w czasie zimnej wojny. Pojęcie Europa zaczęto utożsamiać z Europą Zachodnią.

## Błędy
W literaturze, instytucjach i urzędach niesłusznie utożsamia się prawo europejskie z prawem wspólnotowym oraz z prawem unijnym, często używając tych pojęć zamiennie na każdy akt prawny powstały w ramach EWWiS, EWG, EWEA, WE i UE. Jednym z pierwszych Polaków, który podniósł kwestię mylnego utożsamiania prawa europejskiego z prawem wspólnotowym oraz odróżniania prawa wspólnotowego od prawa unijnego był Konstanty Adam Wojtaszczyk. Sprawa ta została także jasno zdefiniowana w pracach Jana Barcza.
Największa liczba prac naukowych używających określenia prawo europejskie względem prawa Unii Europejskiej powstało w latach 90. XX wieku. Po II wojnie światowej pojęcie Europa zaczęto utożsamiać z Europą Zachodnią. Standardy ekonomiczne, demokratyczne i polityczne wykształcone między państwami kapitalistycznymi, do których dążyły dawne tzw. demoludy, określane były właśnie jako europejskie. Przez cały okres lat 90. i początek XXI wieku w powszechnym użyciu były sformułowania: „dążenie do Europy”, „europejskie standardy”, „prawa europejskie”, „europeizacja polskiego prawa”, „wchodzenie do Europy”. Same państwa Europy Zachodniej próbowały utożsamić to pojęcie ściśle ze Światem Zachodnim, a instytucje Wspólnot Europejskich wielokrotnie „zawłaszczały” przymiotnik europejski do własnych celów, nazw polityk i instytucji. Współczesnym przykładem takiego użycia wyrazu Europa jest nazwa „Traktat ustanawiający Konstytucję dla Europy”, co mogłoby sugerować, że dany traktat wiąże całą Europę, a nie tylko członków Unii Europejskiej.

## Sektorowe prawo europejskie
Na terenie Europy działa szereg organizacji, których stroną są państwa lub organizacje pozarządowe. Ich działania mają na celu wytworzenie jednolitego prawa sektorowego lub współpracę w określonej polityce. Po spełnieniu określonych wymagań otwarte są na innych członków. Przykłady sektorowych organizacji międzynarodowych na terenie Europy:
- Europejska Agencja Kosmiczna (często mylnie utożsamiana jako organ Unii Europejskiej) – polityka kosmiczna
- EUROCONTROL oraz Europejska Konferencja Lotnictwa Cywilnego – lotnictwo
- EUR-OPA (Co-operation Group for the Prevention of, Protection Against, and Organisation of Relief in Major Natural and Technological Disasters), Europejski System Ostrzegania – organizacja w ramach Rady Europy przy współpracy państw Basenu Morza Śródziemnego
- Europejska Organizacja Badań Jądrowych – fizyka jądrowa
- Europejskie Obserwatorium Południowe – polityka kosmiczna

Na określanie wspólnych standardów oraz współpracy mają wpływ europejskie organizacje pozarządowe. Skupiają one krajowe ośrodki i poprzez wspólny dialog dążą do wytworzenia wspólnych podstaw działania. Decyzje w nich podjęte nie wiążą państwa bezpośrednio, stąd nie są sensu stricto prawem. Usus jednak wskazuje, że posiadają realne środki nacisku na władze państwowe. Przykłady znaczących europejskich organizacji pozarządowych:
- Unia Europejskich Związków Piłkarskich (UEFA) – organizacja piłkarskich turniejów, wymusiła na polskim ministrze sportu zmianę polityki względem PZPN
- pozostałe europejskie organizacje sportowe, np.: Międzynarodowa Federacja Koszykówki - Europa, Europejska Konfederacja Piłki Siatkowej itd.
- Europejska Unia Nadawców – współpraca przy radiofonii i telewizji, wspólne transmisje

 Zapoznaj się z zastrzeżeniami dotyczącymi pojęć prawnych w Wikipedii.